# Samuel Kotto
Samuel Kotto, né le 3 septembre 2003 au Cameroun, est un footballeur camerounais qui joue au poste de défenseur central à La Gantoise.

## Biographie

### En club
Né au Cameroun, Samuel Kotto est formé par le club local APEJES de Mfou. Il rejoint ensuite la Suède et le Malmö FF, avec lequel il signe un premier contrat professionnel le 9 mars 2022.
Il commence toutefois sa carrière au BK Olympic (en), où il est prêté par le Malmö FF le 4 avril 2022.
Le club évolue en troisième division suédoise. Il joue son premier match dans cette compétition, le 22 avril 2022, contre l'IFK Malmö FK. Il entre en jeu et son équipe s'impose par trois buts à deux.
De retour au Malmö FF, Kotto joue son premier match dans l'Allsvenskan, l'élite du football suédois, le 4 mai 2023 contre le Varbergs BoIS. Il entre en jeu à la place de Taha Ali et son équipe l'emporte par six buts à zéro ce jour-là.
Kotto est prêté le 19 juillet 2023 au Landskrona BoIS jusqu'à la fin de la saison.
Il est sacré champion de Suède pour sa participation à la saison 2023 avec Malmö,.
Lors du mercato hivernal 2024-2025, il rejoint La Gantoise où il signe un contrat jusqu'en 2028.

### En sélection
En 2021, Samuel Kotto fait partie de la sélection de l'équipe du Cameroun des moins de 20 ans. Avec cette sélection il participe à la coupe d'Afrique des nations des moins de 20 ans en 2021. Il joue un seul match et son équipe est éliminée en quarts de finale, contre le Ghana après une séance de tirs au but.

## Palmarès
Malmö FF
- Championnat de Suède
  - Champion : 2023